# أغناتا باتلر
أغناتا فرانسيس باتلر (بالإنجليزية: Agnata Butler) (نَي رامزي 1867-1931)، باحثة بريطانية كلاسيكية، وكانت من جيل النساء الأول اللاتي خضعن لامتحانات درجة الشرف في جامعة كامبريدج (امتحان تريبوس)، والوحيدة التي استحقت أن تكون في الفئة الأولى في التصنيف الأول (تصنيف درجة التعليم الجامعي البريطاني) في نهاية عامها الثالث في عام 1887. تزوجت من مونتاغو باتلر عميد كلية الثالوث في كامبريدج في آب/أغسطس عام 1888. نشرت نسخة من الكتاب السابع (بوليمنيا) من تاريخ هيرودوتس في عام 1891.

## النشأة والتعليم
ولدت أغناتا رامزي في لندن في 28 كانون الثاني/يناير في عام 1867، وهي ابنة السير جيمس هينري رامزي، بارونيت منزل بامف العاشر وإليزابيث ماري شارلوت سكَت-كير. وتنحدر من عائلة ذات تاريخ في الإنجاز الأكاديمي إذ نشر والدها كتبًا في التاريخ، وكان عمها جورج غيلبرت رامزي أستاذًا في العلوم الإنسانية في جامعة غلاسكو، كما نشر جدها السير جورج رامزي أعمالًا في الفلسفة.
تربت في بيرثشاير والتحقت بمدرسة سانت ليوناردز في سانت أندروز. وحصلت في عام 1884على منحة ميتاكالفس للنساء في كلية غيرتون في كامبريدج حيث درست الأدب الكلاسيكي.
أُشير لإنجازها في كونها المرشحة الوحيدة لتكون في الفئة الأولى في التصنيف الأول (تصنيف درجة التعليم الجامعي البريطاني) في امتحانات درجة الشرف في جامعة كامبريدج (تريبوس) -متفوقة على كل الرجال في عامها الدراسي- برسم كاريكاتوري في مجلة بانش البريطانية بعنوان «تكريمًا لأغانتا فرانسيس رامزي»، تظهر أغناتا تصعد إلى مقصورة التصنيف الأول في قطار وكُتب على المقصورة «للسيدات فقط».

## الحياة الشخصية
درست أغناتا بجد عندما كانت طالبة، وعمدت لممارسة التمارين الرياضية في الهواء الطلق ومارست رياضات التينس والتزلج. وكانت رئيسة جمعية المناظرة وأثارت إعجاب الآخرين ببلاغتها وتواضعها على الرغم من أنها لا تتحدث كثيرًا.
تزوجت من مونتاغو باتلر عميد كلية الثالوث في كامبريدج في آب/أغسطس عام 1888، والتقيا في مسرحية كامبريدج اليونانية في عرض أوديب ريكس في تشرين الثاني/نوفمبر في عام 1887 حيث رتب باتلر حفلة كبيرة من 42 شخصًا. وشمل أغناتا في ذلك بسبب براعتها في الأدب الكلاسيكي لكنه كتب في وقت لاحق: «أسرتني طيبتها وليس براعتها في اليونانية واللاتينية». ومع ذلك فقد قرأا الكثير من اليوناينية في شهر العسل.
لأغناتا وباتلر ثلاث أبناء: جيمس وجوردون ونيفايل. وأنجبت أول طفل لها أثناء العمل على طبعتها من تاريخ هيرودوتس ما دفع مجلة بانش البريطانية لإظهارها في رسم آخر يصورها تطلب سريرًا لهيرودوتس.

## المنحة الكلاسيكية
عملت على نسخة من الكتاب السابع (بوليمنيا) من تاريخ هيرودوتس في كامبريدج والذي نُشر بالأصل باللغة اليونانية مع مسودة في عام 1891 كجزء من سلسلة ماكميلان الكلاسيكية للكليات والمدارس. ولعلها أول امرأة بريطانية تصدر نسخة عن مؤلف كلاسيكي. كتبت ماري بيرد في عام 2006: «أغناتا رامزي من أكثر ضحايا سوق الزواج الجامعي شهرة؛ إذ لم تساهم إلا بالقليل جدًا في الأدب الكلاسيكي من ذلك الحين فصاعدًا.»
كان زوجها مونتاغو باتلر صديقًا لشاعر البلاط آلفرد لورد تينيسون. وزار الزوج منزل فارينغهاوس (المنزل الذي قطنه ألفريد تينيسون) في عام 1892، وناقشت أغناتا مع تينيسون أعمال الأدب الكلاسيكي مثل أبيات هوراس وسافو واسترجعت شكوكه حول الاكتشاف الأخير لطروادة.
وذكرت أنهما تحدثا عن هاينريش شليمان والذي قرأت عنه في كتاب كارل شوتسارت (اكتشافات شليمان في العالم القديم). «كيف بنيت مدينة عظيمة على تلة صغيرة مثل هذه (تلة هيسارليك)؟ أين يمكن أن تكون غرفة أبناء بريام الخمسين وبناته الخمسين؟»
وكتب الأديب الكلاسيكي الشهير آلفرد إدوارد هاوسمان يشكرها بعد زيارة لها في عام 1911:

## الجائزة
أُنشئت جائزة لأفضل طلاب الأدب الكلاسيكي لعامهم الثاني أو الثالث، منحها الزوج باتلر (جائزة أغناتا باتلر). ومن بين الفائزين بالجائزة كارولين سكيل في أبريل عام 1893 ودوروثي تارانت في عام 1907 وباربرا وُتون في عام 1917.